# شير علي (شلال ودشتغل)
شير علي (بالفارسية: شیرعلی) هي منطقة سكنية تقع في إيران في قسم شلال ودشتغل الريفي. يقدر عدد سكانها بـ 29 نسمة بحسب إحصاء 2016.